# Templji Katas Radž
Templji Šri Katas Radž (pandžabsko, urdujsko شری کٹاس راج مندر‎) (sanskrt: कटासराज), also known as Qila Katas (قلعہ کٹاس‎), so kompleks več [[Hinduizem|hindujskih templjev, ki so med seboj povezani s sprehajalno potjo. Tempeljski kompleks obdaja ribnik z imenom Katas, ki ga Hindujci obravnavajo kot svetega. Kompleks stoji v regiji Planota Potohar v pakistanski provinci Pandžab. Templji so v občinskem odboru Čoa Saidanšah in so blizu avtoceste M2.
Tempeljski ribnik naj bi bil v Puranah ustvarjen iz Šivinih solz, potem ko je po smrti svoje žene Sati neutolažljiv taval po Zemlji. Ribnik zavzema površino 2 kanalov in 15 marlov, z največjo globino 6 m.
Tukaj so posneli tudi serijo Kanpur Se Katas Tak s Sabo Qamarjem v glavni vlogi, predvajano na Indus Vision. Templji igrajo vlogo v hindujski epski pesmi Mahabharata, kjer se tradicionalno verjame, da so bili templji kraj, kjer so bratje Pandava preživeli pomemben del svojega izgnanstva. Hindujci prav tako tradicionalno verjamejo, da je mesto, kjer so bratje sodelovali v tekmovanju v ugankah z Jakšami, kot je opisano v Jakša Prašna. Drugo izročilo pravi, da je hindujsko božanstvo Krišna postavilo temelje templja in vanj postavilo ročno izdelan lingam.
Templje je leta 2005 obiskal nekdanji podpredsednik indijske vlade Lal Krišna Advani. Leta 2006 je pakistanska vlada začela obnovitvena dela v templjih, nadaljnje izboljšave pa so bile napovedane leta 2017.

## Lokacija
Kompleks templja Katas Radž je del občinskega odbora Čoa Saidanšah. Kompleks templja Katas Radž je v bližini Kallar Kaharja in na nadmorski višini 610 m. Od druge pomembne hindujske romarske destinacije – kompleksa Tilla Džogian – je po cesti oddaljen približno 100 kilometrov. Katas Radž je v bližini križišča za mesto Kallar Kahar ob avtocesti M2, ki povezuje Islamabad z Lahorejem. Kompleks je ob cesti, ki povezuje Kallar Kahar in Čoa Saidanšah blizu vasi Dulmial.

## Etimologija
Ime tempeljskega kompleksa naj bi izhajalo iz sanskrtske besede katakša, kar pomeni 'solzne oči.' Ribnik se je prvotno imenoval Viskund ali 'strupeni izvir', pozneje pa so ga imenovali Amarkund, Čamaskund
in nazadnje Katakškund, kar pomeni 'Vrelo solznih oči'. Ribnik se v urdujščini in perzijščini imenuje Čashm-e-Alam in pomeni 'žalostne/solzne oči'.

## Zgodovina

### Prazgodovina
Solno gorovje ima arheološke ostanke, ki so še vedno skriti pod zemljo. Na nekaterih bližnjih najdiščih so našli številne kosti okončin in vretenc živali. Na mestu Katasraj so izkopali tudi prazgodovinske sekire in nože iz granita ter artefakte, kot so zapestnice iz terakote in keramika. Za slednje je bilo ugotovljeno, da so podobni tistim, ki so jih izkopali v Harapi, vendar niso datirani.
Hindujska tradicija pravi, da templji izvirajo iz obdobja Mahabharate in naj bi tam brata Pandava preživela velik del svojega izgnanstva. Hindujci tudi verjamejo, da je mesto, kjer so se Pandave ugankali z Jakšami, kot je opisano v Jakša Prašna.

### Ustanovitev
Kitajski menih Fašjan iz 4. stoletja našega štetja je v svojih potopisih opisal tempelj v Katas Radž. Kitajski popotnik Šuanzang iz 7. stoletja našega štetja je obiskal območje in poročal o obstoju budistične stupe iz obdobja indijskega cesarja Ašoke Velikega iz 3. stoletja pred našim štetjem. Stupa naj bi bila visoka 60 m in obkrožena z 10 izviri. Budistično kraljestvo Simhapura (tudi Singhapura ali Sinhapura), ki ga omenja in obiskuje Šuanzang, je Alexander Cunningham v svoji knjigi Starodavna geografija Indije poistovetil s Katas Radžem.
Po propadu imperija Gandhara je hinduizem pridobil moč v regiji pod vladavino hindujskih šahov okoli 7. stoletja našega štetja. Hindujski šahi so ustanovili hindujske templje v Katas Radžu od sredine 7. do 10. stoletja, čeprav je britanski inženir Alexander Cunningham datiral svetišča okoli leta 66 pr. n. št.. Hindujski imperij Šahi je prav tako financiral gradnjo več drugih templjev v severnem Pandžabu in na planoti Potohar, vključno z bližnjim Tilla Džogianom in Kafir Kotom v provinci Khyber Pakhtunkhva.

### Novi vek
Ustanovitelj sikhovske vere, guru Nanak, naj bi obiskal templje Katas Radž, saj je mesto postalo priljubljena destinacija za askete. Sikhski cesar Randžit Singh je prav tako redno romal na mesto. Mesto je obiskal za festival Vaisakhi leta 1806, decembra 1818 in ponovno leta 1824.
Kompleks je bil priljubljeno romarsko mesto za hindujce pred razdelitvijo Britanske Indije leta 1947, z velikim številom obiskov za Maha Šivaratri. Po delitvi je lokalna hindujska skupnost zapustila regijo in odšla v Indijo. Indijski romarji so še naprej obiskovali tempelj za festival Maha Šivaratri do indo-pakistanske vojne leta 1965, po kateri je bil indijskim romarjem prepovedan ponoven obisk do leta 1984.

### Sodobnost
Templji so v desetletjih po razdelitvi propadali in bili zanemarjeni. Pakistanski hindujci so še naprej občasno obiskovali lokacijo, vendar niso mogli vzdrževati obsežnega kompleksa. Ribnik je bil onesnažen z odpadki, lokalni vaščani pa so bazen uporabljali tudi za rekreacijo. Indijskim hindujskim romarjem je bil obisk kraja prepovedan leta 1956, 1960 in po indo-pakistanski vojni leta 1965. Indijskim romarjem ni bilo dovoljeno ponovno obiskati kraja do leta 1984.
Nekdanji namestnik indijskega premierja Lal Krišna Advani je templje obiskal leta 2005 in izrazil nezadovoljstvo nad propadajočim stanjem mesta. Leta 2005 je Pakistan predlagal obnovo tempeljskega kompleksa, medtem ko se je leta 2006 začel projekt obnove, da bi očistili sveti ribnik, pobarvali in obnovili nekaj templjev ter namestili informativne modre table okoli tempeljskega kompleksa. 300 indijskih hindujcev je leta 2006 obiskalo mesto za festival Maha Šivaratri, ki je za kratek čas postal letna tradicija za nekatere indijske romarje, čeprav so Indijci po napadih v Mumbaju leta 2008 prenehali prihajati. 2000 pakistanskih hindujcev je obnovilo tradicijo praznovanja Maha Šivaratrija v templju leta 2010 in še 2000 leta 2011 z obiskovalci, ki so prihajali vse do Karačija. Poroka za hindujske pare je bila organizirana leta 2010 med festivalom Maha Šivaratri za pare iz province Khyber Pakhtunkhva, katerih družine so izgubile veliko svojega premoženja v pakistanskih poplavah leta 2010.
Januarja 2017 je pakistanska vlada začela nameščati šikhare na templje. Februarja 2017 je 200 romarjev iz Indije pripotovalo v tempelj, da bi sodelovali na festivalu Katas Radž Dham. Leta 2018 je Pakistan izdal vizume 139 indijskim hindujskim romarjem za obisk Katas Radž dham.

## Religiozni pomen
Templji veljajo za drugo najbolj sveto mesto v zgodovinski regiji Pandžab, takoj za templjem v Džvalamukhi v sodobnem Himačal Pradešu.
Templji črpajo svojo svetost iz legende, da je hindujski bog Šiva po smrti svoje žene Sati neutolažljivo taval, medtem ko se je nekaj njegovih solz zbralo v dveh ribnikih, od katerih je eden ribnik, okoli katerega so postavljeni templji Katas Radž, medtem ko je drugi v Pušhkarju, blizu znanega sufijskega romarskega središča Ajmer. Druga različica legende omenja dva bazena v Katasraju in Nainitalu. Še ena različica legende o Šivi vključuje smrt Šivinega konja Katasa namesto smrti njegove žene Sati.
Tradicionalno verjamejo, da kompleks templja Katas RaDž izvira iz obdobja Mahabharate. S templji je povezanih veliko legend. Pet bratov Pandava, omenjenih v Mahabharati, naj bi tu ostalo velik del svojega izgnanstva. Tradicionalno se domneva, da je kompleks mesto, kjer je brata Pandava izzvala jakša, preden sta lahko pila iz ribnika. Štirim bratom je spodletelo in jakša jih je naredila brez življenja. Peti brat, Judhišthira, je jakšo vključil v ugankarsko tekmovanje in ga premagal s svojo modrostjo ter tako oživel svoje brate.
Nekatere legende pravijo tudi, da je bil prvi lingam v Katasu. Nekateri stari rokopisi prav tako obravnavajo Katas kot džanmabhumi (rojstni kraj) hindujske inkarnacije Rame, pa tudi Ajodhja; vendar je to postalo precej kontroverzno. Ustno izročilo lokalnih hindujcev ga nikoli ni omenjalo kot Ramovega rojstnega kraja ali praznovalo v letnih obredih.

### Sveti ribnik
Hindujci verjamejo, da je ribnik v kompleksu napolnjen s Šivinimi solzami po smrti njegove žene Sati. Voda v ribniku je zelo bistra. Verjame se, da voda opere enega od lastnih grehov, saj je ribnik povezan s Šivo. Leta 2012 in ponovno leta 2017 je bilo ugotovljeno, da se je nivo vode v ribniku zmanjšal zaradi porabe vode v bližnji tovarni cementa, pa tudi zaradi nasada vodno željnih evkaliptusov, ki so znižali gladino podzemne vode na tem območju. Po epizodi leta 2012 so vladni organi zaprli lokalno tovarno cementa, da bi obnovili nivo vode.

## Arhitektura
Na mestu Katas je Satgraha, skupina sedmih starodavnih templjev, ostanki budistične stupe, pet drugih srednjeveških templjev, haveli, razpršeni okoli ribnika, ki ga imajo Hindujci za svetega.
Templji v Katasu so večinoma zgrajeni na kvadratnih ploščadih. Zdi se, da vzpetina podsvetišč tvori niz vencev z majhnimi vrstami stebrov, okronanih z rebrasto kupolo. Sedem templjev je bilo zgrajenih v arhitekturnem slogu, podobnem kašmirskim templjem, z dentili, žlebastimi stebri, trolistnimi loki in koničastimi strešnimi linijami.

### Tempelj Ramačandra
Ramačandra Mandir stoji vzhodno od Hari Singh Havelija in je zaprt z vseh strani, razen z vhodom na vzhodu. Dvonadstropna stavba ima v pritličju osem prostorov različnih dimenzij in stopnišče na južni strani, ki vodi v nadstropje. Mandir ima dva jharokas (balkona), ki sta bila močno poškodovana.

### Hanumanov tempelj
Hanuman Mandir je na skrajnem zahodnem delu visokega pravokotnega ograjenega prostora z vhodoma na južni in severni strani. Strop templja je neokrašen in ometan z apnom.

### Šivin tempelj
Tudi Šivin tempelj je zgrajen na kvadratni ploščadi. Njegov vhod je zamaknjen okrogel lok s šibkimi konicami in pravokotno odprtino na severu.

### Utrdba Hari Singh Nalwa in Haveli
Majhna utrdba z rezidenco je bila zgrajena med vladavino Harija Singha Nalve in je bila zgrajena za njegovo uporabo kot utrdba in rezidenca. Sama utrdba je na majhnem griču in gleda na celoten tempelj.
Utrdba je pravokotna in ima štiri bastijone, enega v vsakem vogalu utrdbe. Obzidje je visoko približno 5 metrov in ima vhod v zahodno steno utrdbe. Osrednji del utrdbe ima majhno dvorišče, okoli katerega je obokana veranda. Notranji prostori niso bili okrašeni.

## Ohranjanje
Desetletja je bil tempeljski kompleks v slabem stanju. Sveti ribnik je bil zasut s smetmi, poslikave znotraj templjev pa so izginile zaradi zoba časa in malomarnosti oblasti. Templje je leta 2005 obiskal nekdanji namestnik indijskega premierja Lal Krišna Advani, leta 2006 pa je Pakistan predlagal obnovo tempeljskega kompleksa.
Murtije (idole) hindujskih bogov so postavili v sedem templjev po ceni Rs. 51,06 milijona. Tričlanska arheološka ekipa je obiskala Indijo, Šrilanko in Nepal, da bi zbrala murtije različnih hindujskih bogov.
Od leta 2012 je tempeljski ribnik usihal, ker so podtalnico preusmerili v industrijske namene, čeprav so lokalno tovarno cementa začasno zaprli, da bi obnovili nivo vode. Januarja 2017 so pakistanske oblasti začele na templje nameščati šikhare in namestile sistem za filtriranje vode, da bi romarjem zagotovile pitno vodo. Do maja 2017 je bilo ugotovljeno, da gladina vode v svetem ribniku ponovno upada.
Leta 2016 se je tempelj znašel v središču pozornosti, potem ko se je njegov stoletja star vodni ribnik izsušil, kar je bilo pripisano izčrpavanju podzemne vode zaradi ustanovitve štirih večjih tovarn cementa na tem območju. Po prijavi grožnje je pakistansko vrhovno sodišče sprejelo suo motu obvestilo in novembra začelo obravnavati primer. Med potekom postopka je pakistanski vrhovni sodnik Mian Sakib Nisar pripomnil, da so cementarne porabljale vodo v vrednosti milijonov rupij, ne da bi plačale dajatve. Dejal je, da je treba tovarnam naložiti davke, če pa vlada tega ne bo storila, bo zadevo vzelo v svoje roke sodišče.
Leta 2017 je med obravnavo primera Nisar poudaril: »Ta tempelj ni samo kraj kulturnega pomena za hindujsko skupnost, ampak tudi del naše nacionalne dediščine. Moramo ga zaščititi.« Sodnik je med obravnavo primera tudi izrazil nezadovoljstvo nad odsotnostjo ali izpodrivanjem idolov iz templjev in zahteval, da ve, zakaj v templjih Širi ni bilo kipov Ram in Hanuman. Sodišču so povedali, da je nekdanji predsednik Evacuee Trust Property Board (ETPB) zaslužil milijone rupij s korupcijo [med svojim mandatom] in nato pobegnil [iz Pakistana].
Maja 2018 je vrhovno sodišče razglasilo sodbo o zadevi z razsodilo, da bodo morale cementarne nemudoma črpati vodo od drugod, v tem času pa vladi Pandžaba v Pakistanu plačati vodo, ki jo črpajo. Tovarnam cementa Bestway in DG Kan je naročila, naj zadovoljita svoje potrebe po vodi iz katerega koli drugega aluvialnega vira, kot je reka Jhelum.

## Galerija
- Nekateri templji imajo okrašene strope
- Pogled na delno obnovljene zidove v Hari Singh haveli
- Šivin tempelj
- Splošni pogled na kompleks
- Eden od sedmih templjev kompleksa
- Hari Singh Haveli obzidje v templju Satghara
- Berragi Haveli in stavba stare knjižnice
- Strop templja Katas Radž
- Informacijska tabla v urdu
- Informacijska tabla o prvotnih 7 templjih
- Informacijska tabla v angleškem jeziku
- Šivin lingam v templju
- Zunanji pogled templja
- Oltar Šive v templju Satghara (mesto čaščenja)
- Tempelj Satghara 180-stopinjski pogled z vrha templja Šiva
- Katas Radž je kompleks 12 templjev v okrožju Čakval
- Slike hindujskih božanstev v templjih